# チルドレンタイム
『チルドレンタイム』は、フジテレビが運営するCS放送チャンネルフジテレビ721(現在のフジテレビTWO)で1999年から2008年4月まで放送されていた子供向けテレビ番組。

## 概要
1999年から、フジテレビ『ポンキッキーズ』の派生番組として放送が始まった。番組が始まった頃はフジテレビ721で放送される番組が少なかったため、2時間連続で放送されることもあった。初期は、主にポンキッキーズで放送されていたコーナーの再放送だったが、2001年ごろからきかんしゃトーマスを中心とした番組になる。
2003年頃から、サタキッズLIVEやワークショップを収録した番組『チルドレンタイムSP（スペシャル）』がスタートした。
2007年10月からはタイトルを「チルドレンタイム」に戻し、サタキッズLIVEの再放送やP-kiesメロディなどの放送になる。
2008年4月に放送終了、その後同じ時間にて『Myポンキッキ』が2009年3月まで放送された。

## 番組内容
チルドレンタイム こどものじかん1999年から放送スタート。ガチャピンチャレンジやポストマン・パット、コニーちゃんのコーナーやきかんしゃトーマスを放送していた。2000年からは曜日ごとに異なるコーナーが放送されるようになった。
- 月曜日：みんなでおべんきょうの日
- 火曜日：きかんしゃトーマスの日

この日はトーマス以外に、ポストマンパットやウィリアムズ・ウィッシュ・ウェリントンズが放送されることもあった。
- 水曜日：爆チュー問題の日
- 木曜日：楽しい英語の日
- 金曜日：ガチャピンの日

この日は、ガチャピンチャレンジやガチャピンの世界旅行日記が放送されていた。また、「ザッツ ガチャピン・ムック エンターテインメント」と題して、ポンキッキーズの大型ライブなどが再放送されることもあった。
チルドレンタイム きかんしゃトーマス
2001年から放送がスタート。基本的な番組構成は、前半と後半にトーマスのお話を3話＋歌1曲流し、その間には当時放送中の地上波のポンキッキシリーズのコーナーを再編集したものが流されていた。初期の番組MCはCGで作られたトップハム・ハット卿（青野武）だったが、後から声の出演のみとなる。夏休みや冬休みには特番が組まれた。2002年から視聴者のリクエストで番組が構成されるようになった。この頃の番組名は『チルドレンタイム こどものじかん』であった。2004年からは第6期の放送が開始し、2005年からは第7期の放送が開始した。2006年からは番組の途中に『ポンキッキ』のコーナーが入るようになった。この頃から番組名が『ポンキッキWithきかんしゃトーマス』に変更される。2007年の4月から森本レオが番組ナレーションを務めるようになり、この頃に『ポンキッキ』の放送が終了した為、タイトルが更に『チルドレンタイムWithきかんしゃトーマス』へ変更される。同年の10月に、きかんしゃトーマスの権利をテレビ東京に移行させる為、放送を終了。
チルドレンタイム
2007年10月15日から同年11月までは『サタキッズLIVE完全版』の再放送が行われていた。同年12月から翌年の4月までは、再度番組内容がリニューアルされ、前半30分は特定した年代に放送されていた「ポンキッキ」シリーズのコーナーや歌が放送され、後半30分は2006年から2007年までの『ポンキッキ』、『ガチャピンClub』で放送されていたコーナーや歌が放送されている。

## チルドレンタイム スペシャル
サタキッズLIVE完全版
2003年から2006年9月まで放送。主にスタジオドリームメーカーで行われたサタキッズLIVEの模様が放送されていた。2006年には季節の変わり目に総集編の放送があった。同年9月の最終回ではお台場冒険王のイベント模様が放送された。
KIDSワークショップ
2006年10月から2008年4月まで放送。主にフジテレビ女子アナウンサーによる絵本の読み聞かせライブを放送。司会に関根麻里、林家まる子が出演した。

## スタッフ
制作・著作 フジテレビ、フジテレビKIDS